# 波克耐希特
波克耐希特家用电器有限公司（Bauknecht Hausgeräte GmbH） 是德国的家电制造商，1989年之後成為惠而浦的一個品牌。该公司的前总部设于巴登-符腾堡州的绍恩多夫市。在2006以後總部搬到斯圖加特。惠而浦關閉了其於卡爾夫（冰箱／製冷機），諾因基興（洗碗機）以及绍恩多夫（洗衣機以及烘乾機）的三家工廠。2012年之後該公司所有的產品都在國外生產。